# Loug Chari
Loug Chari er et af de tre departementer, som udgør regionen Chari-Baguirmi i Tchad.
10°28′N 16°44′Ø / 10.46°N 16.73°Ø